# 2203 van Rhijn
A 2203 van Rhijn (ideiglenes jelöléssel 1935 SQ1) a Naprendszer kisbolygóövében található aszteroida. Hendrik van Gent fedezte fel 1935. szeptember 28-án.